# Ruellia steyermarkii
Ruellia steyermarkii är en akantusväxtart som beskrevs av D.C. Wasshausen. Ruellia steyermarkii ingår i släktet Ruellia och familjen akantusväxter. Inga underarter finns listade i Catalogue of Life.